# Josef Lemberk
Josef Lemberk (1920 Praha – ?) byl český fotbalový záložník.

## Fotbalová kariéra
V československé lize hrál za SK Slavia Praha. Nastoupil v 1 ligovém utkání. Se Slavií získal v roce 1941 ligový titul.

## Ligová bilance
| Ročník               | Zápasy | Góly | Klub            |
| -------------------- | ------ | ---- | --------------- |
| Národní liga 1940/41 | 1      | 0    | SK Slavia Praha |
| CELKEM               | 1      | 0    |                 |